# Ecyroschema zanzibarica
Ecyroschema zanzibarica là một loài bọ cánh cứng trong họ Cerambycidae.